# Brachiosauridae

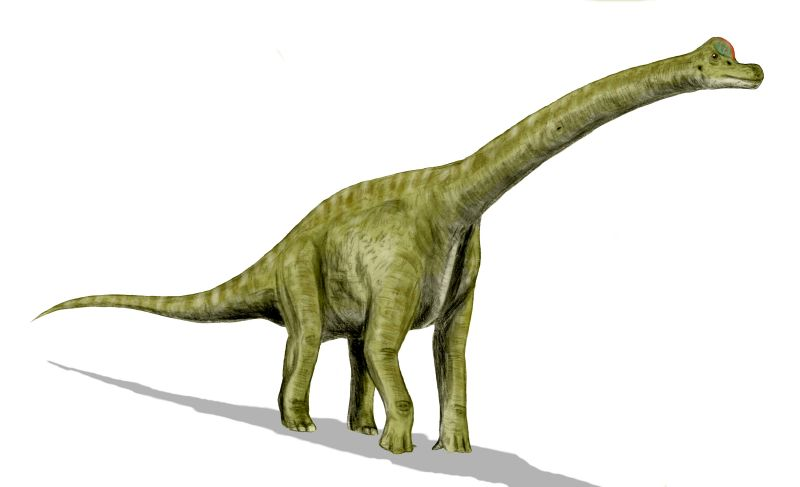
Brachiosaurus

De Brachiosauridae vormen een onderverdeling van de Titanosauriformes, een groep uit de Sauropoda, plantenetende dinosauriërs.
Een familie Brachiosauridae is in 1904 voor het eerst benoemd door Elmer Samuel Riggs om Brachiosaurus een plaats te geven.
De klade is in 1998 door Wilson en Sereno gedefinieerd als de groep omvattende Brachiosaurus altithorax en alle soorten nauwer verwant aan Brachiosaurus dan aan Saltasaurus loricatus. In 2009 verving Michael Taylor B. brancai door Brachiosaurus altithorax in overeenstemming met de regel van de PhyloCode om in definities alleen de typesoort van een genus te gebruiken.
De zustergroep binnen de Titanosauriformes zijn de Titanosauria, of een materieel gelijke klade met een correctere naam.
De Brachiosauridae bereikten hun grootste bloei tijdens het late Jura en bestonden uit reusachtige sauropoden met schouders die hoger stonden dan hun bekken zodat de nek al hierdoor omhoog gericht werd. Bij hen bestaat er dus geen twijfel dat die nek diende voor het bereiken van hoog gelegen plantendelen. De precieze beweeglijkheid van de nek is omstreden. De groep omvat in ieder geval de bekende soort Brachiosaurus. Van andere vormen is het vaak omstreden of het brachiosauriden zijn. De nog grotere Sauroposeidon die zijn hoofd wellicht tot een hoogte van achttien meter omhoog kon steken, werd eerst als een lid van Brachiosauridae beschouwd maar daarna van de Somphospondyli. Na het vroege Krijt zijn geen brachiosauriden bekend. Ze kwamen toen kennelijk alleen nog maar in Noord-Amerika voor.
Mogelijke brachiosauriden zijn:
- Astrodon
- Brachiosaurus
- Cedarosaurus
- Daanosaurus
- Giraffatitan
- Ischyrosaurus
- Lapparentosaurus
- Lusotitan
- Paluxysaurus
- Pelorosaurus
- Pleurocoelus
- Sauroposeidon

Een tijdbalk van belangrijke ontdekkingen toont het volgende diagram. De datum van benoeming ligt later, in het geval van Duriatitan zelfs minstens 136 jaar.